# Joey Badass
Jo-Vaughn Virginie Scott (Brooklyn, 20 de janeiro de 1995), mais conhecido pelo seu nome artístico Joey Badass (estilizado como Joey Bada$$), é um rapper e ator estadunidense. Cresceu em Bed-Stuy, um bairro de Brooklyn, em Nova York, onde ele ajudou a fundar o grupo de hip-hop Pro Era, o qual lançou três mixtapes. Ele lançou sua mixtape de estreia o 1999, em Junho de 2012 para aclamação da crítica e reconhecimento, seguido por Rejex em setembro e o Summer Knights em 1 de Julho de 2013. O seu primeiro álbum de estúdio, B4.DA. $$, Foi lançado 20 de janeiro de 2015. Em julho de 2016, ele fez sua estreia como ator na série de TV da USA Network Mr. Robot.

## Vida e carreira

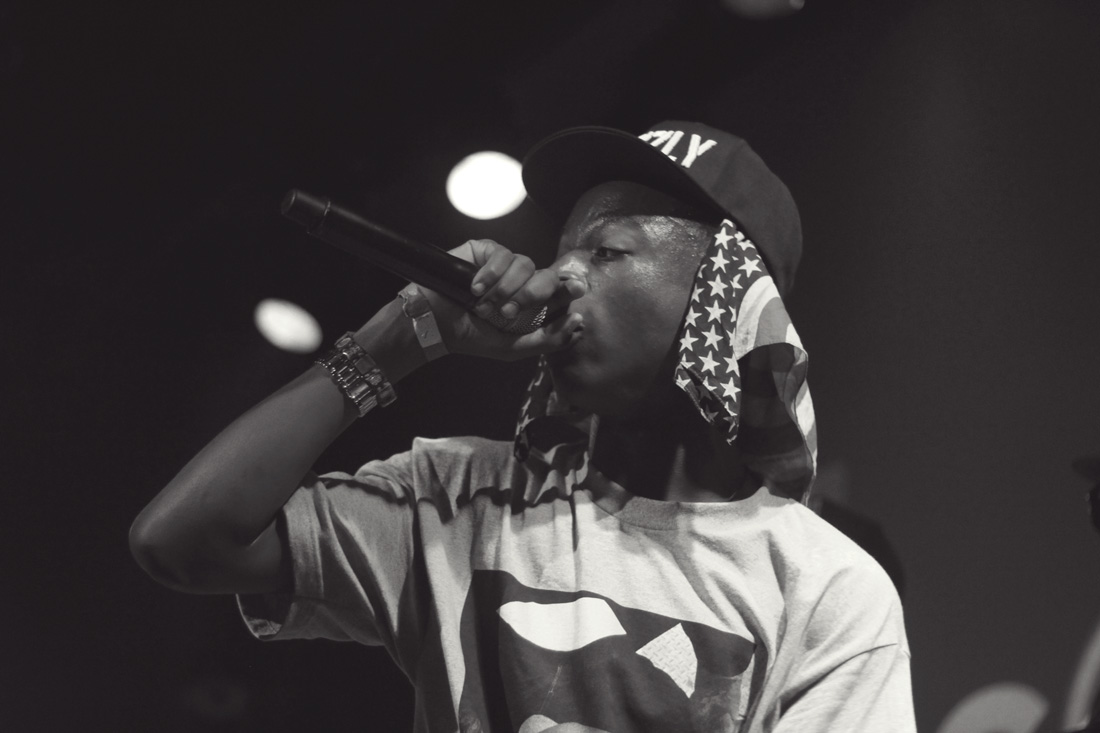
Joey Badass performing at New York's SOB's, June 2012

Jo-Vaughn Scott nasceu em 20 de Janeiro de 1995, é o filho mais velho de sua família que é de origem santa-lucense por parte de mãe e da jamaicana por parte do pai. Ele nasceu em Flatbush leste de Brooklyn em Nova Iorque. Ele foi criado em Bedford-Stuyvesant e estudou na Edward R. Murrow High School.
Joey se lança como JayOhVee, mas mudou mais tarde para Joey Badass. Ele explicou que a mudança de nome é devido ao fato de que a mídia estava mais preocupado com nomes cínicos. Ele explicou que o que era legal na época, ele representava o meu humor. Joey diz ter se lançado inicialmente na poesia aos 11 anos. Ele formou um grupo conhecido como a Progressive Era ou Pro Era na escola com seus colegas Capital Steez, CJ Fly e Powers Pleasant.
Em outubro de 2010, Joey postou um vídeo no YouTube de freestyle. Seu desempenho foi visto por Jonny Shipes, presidente da Cinematic Music Group e gerente do Big K.R.I.T. e Smoke DZA. No início de 2012, Joey e Capital Steez postam o primeiro videoclipe  Survival Tactics no YouTube. Em fevereiro de 2012 ele lança a primeira mixtape  do Pro Era intitulada Secc $ Tape11.
Em junho de 2012, Joey publica seu primeiro mixtape solo, o 1999, o que lhe permitiu aumentar a sua popularidade na cena underground. A mixtape é eleita a 38º melhor álbum em 2012 pela revista Complex e melhor mixtape em 2012 por HipHopDX. Em 6 de setembro do mesmo ano, ele publicou outra mixtape intitulada Rejex contendo todas as músicas não incluídas na mixtape em 1999.
O rapper Mac Miller chama Joey para trabalhar com ele no Twitter. Joey participa da cançãoAmerica e canta junto com Miller no Roseland Ballroom, em abril de 2012. Com Juicy J, atração principal, Joey e Pro Era tocam na turnê The Smoker's Club's One Hazy Summer Tour, apresentado por Ecko Unltd. e livemixtapes.com. A turnê de 30 dias foi lançado em junho de 2012.Ele participa de um posse cut chamado 1 train do álbum Long.Live.ASAP do ASAP Rocky , que também envolveu Action Bronson, Kendrick Lamar, Yelawolf, Big K.R.I.T. e Danny Brown.
Em dezembro de 2012, houve rumores que Joey havia assinado contrato com a gravadora de Jay-Z a Roc Nation. No entanto, em janeiro de 2013, Joey nega esses rumores dizendo que ele prefere permanecer independente em vez de ter contrato com uma grande gravadora. Em 21 de dezembro de 2012, Pro Era publica a mixtape P.E.E.P : O aPROcalypse. Em 24 de dezembro de 2012, Capital Steez, um amigo de Joey e membro do Pro Era, comete suicídio.
Em 2013, juntamente com outros rappers Joey publica seu terceiro mixtape, Summer Knights, o EP estreou na 48º posição no US Billboard Top R&B/Hip-Hop Albums chart.
Seu primeiro álbum de estúdio, B4.Da.$$, que inclui produções de DJ Premier, Statik Selektah e J Dilla, entre outros, foi lançado em 20 de janeiro de 2015, dia do seu vigésimo aniversário.
Em 2016, Joey Badass estreou como ator no papel de Leon na 2ª temporada da série de TV Mr. Robot.

## Discografia

### Álbuns de Estúdio
- B4.DA.$$(2015)
- ALL-AMERIKKKAN BADA$$(2017)
- 2000(2022)

### Mixtapes
- 1999(2012)
- Rejex(2012)
- Summer Knights(2013)

### EPs
- Too Lit(2017)
- The Light Pack(2020)

## Filmografia
| Ano       | Título                       | Papel          |        |
| Cinema    | Cinema                       | Cinema         | Cinema |
| --------- | ---------------------------- | -------------- | ------ |
| 2014      | No Regrets                   | Ele mesmo      |        |
| Televisão |                              |                |        |
| 2016      | Mr. Robot                    | Leon           |        |
| 2019      | Wu Tang Clan A American Saga | Inspectah Deck |        |